# Red Rocket (película de 2021)
Red Rocket es una película dramática de comedia negra estadounidense de 2021 dirigida por Sean Baker a partir de un guion coescrito con Chris Bergoch. Está protagonizada por Simon Rex, Bree Elrod y Suzanna Son. La trama sigue a una estrella porno (Rex) que regresa a su ciudad natal y comienza una relación con una adolescente (Son).
La película se estrenó en el Festival de Cine de Cannes en competencia por la Palma de Oro el 14 de julio de 2021. Fue lanzada en cines limitados el 10 de diciembre de 2021 por A24. Recibió elogios por su dirección y la actuación de Rex y recibió una variedad de premios y nominaciones. La National Board of Review la incluyó entre las diez mejores películas del año. Rex también ganó premios al Mejor Actor de la Asociación de Críticos de Cine de Los Ángeles y los Premios Independent Spirit.

## Producción

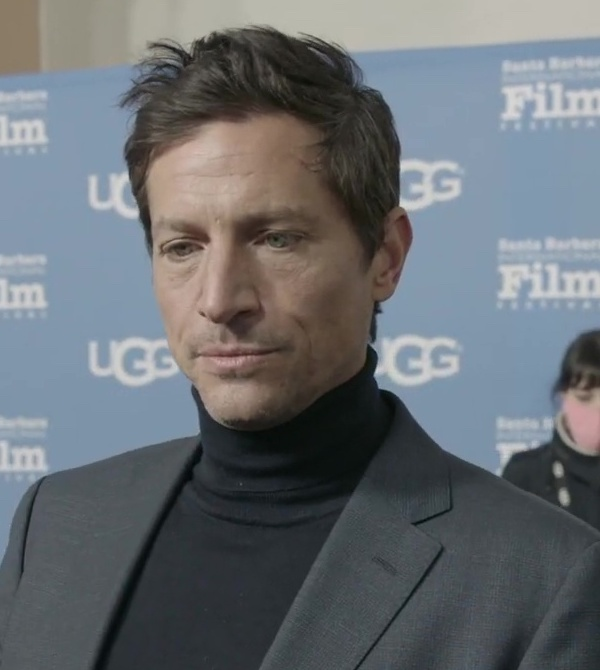
Simon Rex durante una entrevista en marzo de 2022.

El bajo presupuesto de $ 1.1 millones de dólares que la película pudo asegurar obligó a Baker a abandonar un proyecto más grande y dedicarse a Red Rocket. Baker y Bergoch concibieron la idea del personaje de Saber mientras investigaban la industria del cine para adultos para su película Starlet (2012), durante la cual conocieron a varios hombres que encajaban en el arquetipo de "proxeneta de maleta", que Baker define como un "talento masculino que vive de un talento femenino en el mundo del cine para adultos".
Con respecto al casting, el director tenía en mente a Simon Rex cinco años antes del rodaje, pero nunca se había presentado hasta que, el 23 de octubre de 2020, Baker llamó a Rex, lo convenció de enviar una cinta de audición a través de iPhone, dándole solo cinco minutos para prepararse. Rex, un modelo, VJ de MTV, actor y rapero, luego condujo hasta Texas para evitar la cuarentena en prevención del Covid-19 posterior al vuelo, ya que la filmación estaba programada para comenzar en tres días. David Rooney, escribiendo para The Hollywood Reporter, se refirió al casting de Rex como una "broma con guiños", ya que había protagonizado videos de masturbación en solitario para una compañía de pornografía gay antes de establecerse en su carrera. Debido a que Baker le había pedido a Rex que confiara en él, Rex no le contó a su agente sobre la película hasta que terminó el rodaje. Baker se acercó a Suzanna Son en 2018 después de una proyección de Don't Worry, He Won't Get Far on Foot diez días después de que ella se mudara a Los Ángeles. Luego no la llamó durante dos años. Darbone era mesero en un restaurante en Nederland, Texas, cuando Baker se acercó a él porque "le gustaba su apariencia". Rodríguez, que había sido habitual en el local de Donut Hole que estaba cerca de la planta en la que trabajaba antes de que la despidieran, estaba paseando a su perro cuando Baker se detuvo para invitarla a una audición.
La fotografía principal comenzó el 26 de octubre de 2020 y concluyó el 19 de noviembre de ese año en Texas, durante la pandemia de COVID-19, utilizando rigurosos protocolos de seguridad. Red Rocket se filmó en película de 16 mm con una cámara Arriflex 16SR3 con Panavision 1.44x Auto Panatars, Zeiss Super Speed, Iscorama 54 y lentes Canon. La película tuvo un equipo de 10 personas, sin tiempo de ensayo y en su mayoría no actores.
Los lugares de filmación incluyeron restaurantes en Texas City y Nederland, una tienda de donas en Groves, así como el paseo marítimo de Kemah y el muelle histórico de la isla de Galveston. The Donut Hole estuvo abierto al público por la mañana mientras que la filmación se llevó a cabo por la noche.
Asegurar los derechos de la canción "Bye Bye Bye" no formaba parte del presupuesto inicial. Los cinco miembros de NSYNC tenían que aprobar su uso. La actriz Suzanna Son grabó una versión de la canción para la banda sonora oficial de la película.

## Influencias creativas
Baker ha "dedicado [su] carrera a contar historias que eliminen el estigma y normalicen los estilos de vida" de las trabajadoras sexuales a través de sus películas. Baker afirmó que en Red Rocket quería rendir homenaje a las películas de "erotismo italiano" y sexploitation de directores de la década de 1970 como Fernando Di Leo y Umberto Lenzi. También se inspiró en The Sugarland Express, de Steven Spielberg, para las escenas al aire libre.

## Estreno
A24 adquirió los derechos de distribución de la película en los Estados Unidos y Canadá en febrero de 2021. Posteriormente, FilmNation Entertainment vendió los derechos de distribución internacional a Le Pacte para Francia, Roadshow Entertainment para Australia y Nueva Zelanda, Lev Cinemas para Israel y Focus Features en otros lugares, excepto Estados Unidos y Canadá.
Red Rocket tuvo su estreno mundial en el Festival de Cine de Cannes de 2021 el 14 de julio, donde recibió una ovación de pie de cinco minutos. También se proyectó en festivales de cine en Deauville, Hamburgo, Londres, Mill Valley, Miskolc, Nueva York, Telluride, Roma, San Sebastián y Vancouver, entre otros.
Se programó una proyección en el autocine como parte del Festival Astroworld de Travis Scott con apariciones de Baker, Scott y el elenco de la película. A raíz de un evento con víctimas en masa en el concierto de Scott tres días antes, el evento fue cancelado.
La película tuvo un estreno teatral limitado el 10 de diciembre de 2021, comenzando en Nueva York y Los Ángeles. Lionsgate lanzó la película en DVD y Blu-Ray el 15 de marzo de 2022.

## Recepción

### Taquilla
En su primer fin de semana, la película recaudó $88 195 dólares en 6 cines, con un promedio por pantalla de $14,699 dólares. Pasó a recaudar $ 1 millón en los Estados Unidos y $ 1,2 millones a nivel internacional para una taquilla total bruta de $ 2,2 millones de dólares. 

### Respuesta de la crítica

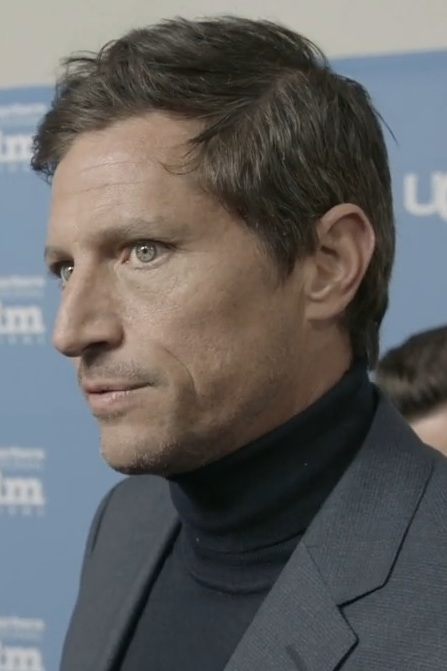
La actuación de Rex recibió elogios de la crítica.

En Rotten Tomatoes, el 90% de las 205 reseñas de los críticos fueron positivas, con una puntuación media de 7,9/10. El consenso del sitio web dice: "Liderada por la magnética interpretación de Simon Rex, Red Rocket es otra vibrante mirada a ras de suelo de la vida moderna americana del director y coguionista Sean Baker". El sitio web Metacritic, que utiliza una media ponderada, asignó a la película una puntuación de 76 sobre 100, basada en 49 críticas, lo que indica "críticas generalmente favorables".
En Deadline, Todd McCarthy escribió que "[e]ncluso antes de que sucedan muchas cosas, la sensación de una ubicación muy específica y una mentalidad cultural [en Red Rocket ] es muy intensa". Elogió tanto a Baker como al protagonista Simon Rex por su "tremenda energía" y dijo que la película "se siente tan creativamente pura como una novela de un chico que acaba de salir de la universidad". Matt Zoller Seitz, de RogerEbert.com, por otro lado, lo describió como una "película incoherente de 130 minutos", llamando a la sección central "en la que Mikey atrapa [a la] empleada pecosa de una tienda de donas de 17 años", Strawberry (Suzanna Son), y planea su escape a Los Ángeles para que él pueda llevarla al estrellato del cine para adultos como "una sola nota y repetitiva" en particular. David Rooney, de The Hollywood Reporter, también criticó la película levemente por "tramos demasiado verbosos", diciendo que "podría haber usado algo de ajuste. Pero es un placer ponerse en las hábiles manos de Baker". Peter Bradshaw, de The Guardian, dijo: "Con Red Rocket, Sean Baker nos ha brindado una pastoral estadounidense para adultos, esencialmente una comedia, y otro estudio de vidas duras al margen, cercano en espíritu a su avance de baja fidelidad Tangerine". Richard Lawson, en Vanity Fair, escribió: "La elección de Baker es bastante perfecta, en términos contextuales y reales también. La actuación de Rex es veloz y ágil, gregaria y sombreada en la oscuridad. Él y Baker hacen música entrecortada juntos".